# Carex polystachya
Carex polystachya är en halvgräsart som beskrevs av Olof Swartz och Göran Wahlenberg. Carex polystachya ingår i släktet starrar, och familjen halvgräs.

## Underarter
Arten delas in i följande underarter:
- C. p. bartlettii
- C. p. polystachya